# Zaza Kedelashvili
Zaza Kedelashvili (en georgiano: ზაზა კედელაშვილი, Tiflis, 12 de noviembre de 1985) es un deportista georgiano que compitió en judo. Ganó tres medallas de oro en el Campeonato Europeo de Judo entre los años 2006 y 2008.

## Palmarés internacional
| Campeonato Europeo | Campeonato Europeo  | Campeonato Europeo | Campeonato Europeo |
| Año                | Lugar               | Medalla            | Categoría          |
| ------------------ | ------------------- | ------------------ | ------------------ |
| 2006               | Tampere (Finlandia) | Medalla de oro     | –66 kg             |
| 2007               | Belgrado (Serbia)   | Medalla de oro     | –66 kg             |
| 2008               | Lisboa (Portugal)   | Medalla de oro     | –66 kg             |